# Bill Kibby
William Henry Kibby (15 de abril de 1903 - 31 de outubro de 1942) foi um britânico nascido na Austrália que recebeu a Victoria Cross, a mais alta condecoração por bravura em face do inimigo que poderia ser concedida a um membro das forças armadas australianas em A Hora. Kibby emigrou para a Austrália do Sul com seus pais no início de 1914 e trabalhou como decorador de interiores e serviu na Milícia em meio período antes da Segunda Guerra Mundial. Em 1940, ele se alistou na Segunda Força Imperial Australiana totalmente voluntária e ingressou no 2/48º Batalhão de Infantaria. Sua unidade foi enviada para o Oriente Médio, mas logo após chegar, Kibby quebrou a perna e passou o ano seguinte se recuperando e fazendo mais treinamento enquanto seu batalhão participava da campanha do Norte da África. Ele voltou à sua unidade quando ela servia em funções de guarnição no norte da Síria após seu envolvimento no cerco de Tobruk, mas em junho de 1942 foi enviado ao Egito e novamente comprometido com a campanha do norte da África. Kibby estava com o batalhão durante a Primeira Batalha de El Alamein em julho.
Em 29 de junho de 1940, Kibby se alistou na Segunda Força Imperial Australiana totalmente voluntária, que havia sido criada para serviço no exterior na Segunda Guerra Mundial. Ele foi destacado para o 2/48º Batalhão de Infantaria, integrante da 26ª Brigada. Esta brigada foi inicialmente designada para a 7ª Divisão. Em 14 de setembro, quando o batalhão estava treinando na Austrália do Sul, Kibby foi promovido a cabo interino, seguido pela promoção a sargento interino um mês depois. O 2/48 embarcou no navio de tropas HMT Stratheden em 17 de novembro e partiu para o Oriente Médio, onde desembarcou na Palestina em 17 de dezembro.